# تبدد الشخصية

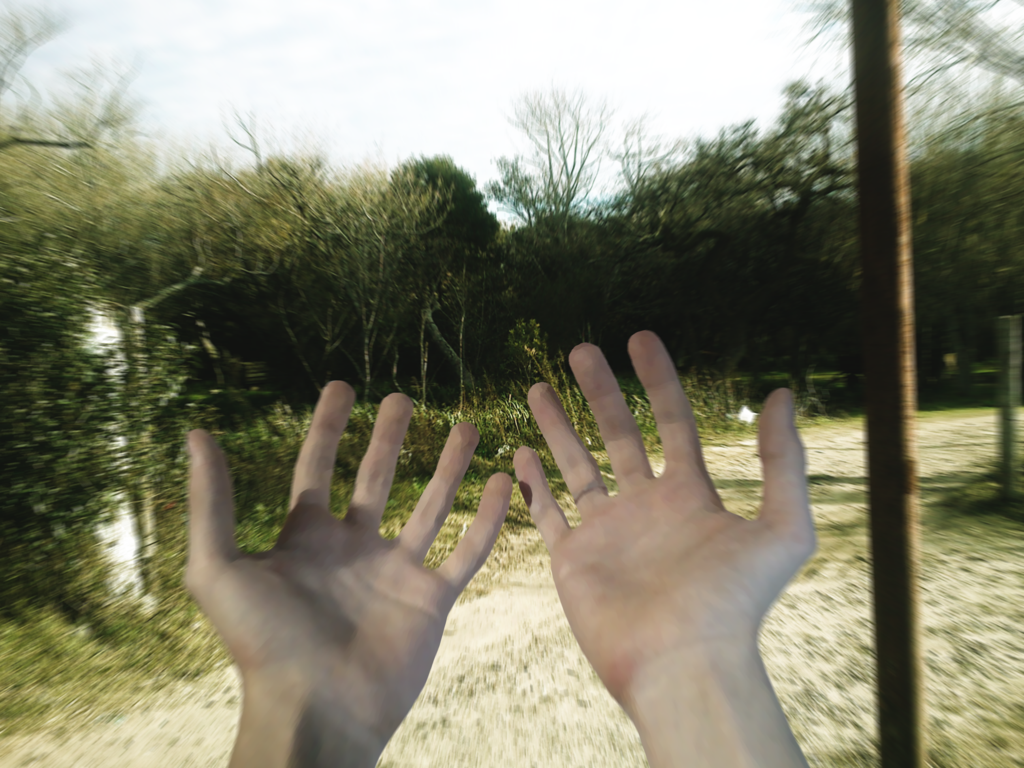

تبدد الشخصية أو اختلال الأنية ، أو اضطراب الأنية ، أو اختلال الهوية (Depersonalization). عبارة عن أفكار - ليست بالهذاء - يستطيع المريض إدراكها وتمييزها وينزعج من أعراضها، حيث أنها تشعره بالتغير في شخصيته أو في بعض أجزاء جسمة، ويبدأ المريض بالشعور بأنه لم يعد هو نفسه، لكن لا يشعر بأنه أصبح شخص آخر، إنما شعور يدركه المريض باختلافه عما كان، وقد يحتويه شعور بالغربة وتجمد في المشاعر وأن أفعاله قد باتت وكأنها آلية.

## تعريفات
يعرف تبدد الشخصية بأنه حالة نفسية يشعر فيها الشخص بالضياع، وأنه نفسه قد أصابه تغيير، وكما أنه لو في حلم، ومنفصل عن جسمه وعن الحياة من حوله.
وقد عرفه الأستاذ الدكتور وائل أبو هندي: (اختلال الإنیة مصطلح في الطب النفسي يعني: «حدوث تغیر مزعج أو على الأقل غیر سار في إدراك الشخص الواعي لكیانه النفسي» ويعبر عنه البعض بتبدّد الشخصیة، ويزيده سوًءا أن يحاول ذلك الشخص استبطان مشاعره فیشعر بأنه معزول بشكل
أو بآخر عن مصاحبة ذاته فكأن مشاعره فارغة أو بعیدة أو غیر موجودة أو مختلفة عن مشاعره المعتادة، أو كأنه مجرد مراقب
لذاته من بعید، وھو لا يعزو ذلك لغیر أنه مرض أصابه ويطلب العلاج منه وإن كان في أغلب الأحیان يعجز عن إيجاد الكلمات التي تعبر عن مشاعره المرضیة، واختلال الإنیة ھذا كثیرا ما يصاحبه تغیر مزعج أو على الأقل غیر سار في إدراك الشخص الواعي للواقع الخارجي الذي يعیشه، فیشعر أن خبرته للواقع تغیرت فالصبح مثلا لیس صبحا كالذي كان يعرفه ولا صوت الأذان كما كان.).

## اقرأ أيضاً
- اضطراب تبدد الشخصية
- تبدد الواقع
- إرهاق عاطفي